# Smlouva o smlouvě budoucí
Smlouva o smlouvě budoucí (pactum de contrahendo) označuje smlouvu, ve které se její strany pouze předběžně dohodnou na uzavření budoucí smlouvy o nějakém konkrétním závazku. Závazkem zde je tedy jen závazek uzavřít v dohodnuté době určitou smlouvu. Právně je upravena v § 1785–1788 občanského zákoníku.
Jestliže není dohodnuta doba, do kdy je nutné budoucí smlouvu uzavřít, platí lhůta 1 roku. Už při sjednání smlouvy o smlouvě budoucí je vždy potřeba dohodnout se alespoň obecným způsobem na obsahu budoucí smlouvy. Ze smlouvy o smlouvě budoucí vyplývá povinnost dohodnutou smlouvu do určité doby uzavřít, ledaže se okolnosti natolik změní, že její uzavření nelze rozumně požadovat. Pokud se však takto okolnosti nezmění a i přes včasnou výzvu druhá strana bez zbytečného odkladu vlastní smlouvu neuzavře, lze se obrátit na soud, případně na osobu, která je ve smlouvě o smlouvě budoucí určena, aby určili obsah vlastní smlouvy.